# Philipp Zeller
Philipp Zeller  (München, 23 maart 1983) is een voormalig Duits hockeyer. 
Zeller werd met de Duitse ploeg in 2003 en 2011 Europees kampioen, in 2006 in eigen land wereldkampioen en in 2008 en 2012 olympisch kampioen. Zeller speelde bij de Duitse ploeg jarenlang samen met zijn broer Christopher.

## Erelijst
- 2002 –  Champions Trophy in Keulen
- 2003 –  Europees kampioenschap in Barcelona
- 2005 – 4e Champions Trophy in Chennai
- 2006 –  Champions Trophy in Terrassa
- 2006 –  Wereldkampioenschap in Mönchengladbach
- 2007 – 4e Europees kampioenschap in Manchester
- 2008 – 5e Champions Trophy in Rotterdam
- 2008 –  Olympische Spelen in Peking
- 2009 –  Europees kampioenschap in Amstelveen
- 2011 –  Europees kampioenschap in Mönchengladbach
- 2012 –  Olympische Spelen in Londen

Sebastian Biederlack · 
Moritz Fürste · 
Tobias Hauke · 
Florian Keller · 
Oliver Korn · 
Niklas Meinert · 
Jan-Marco Montag · 
Maximilian Müller · 
Carlos Nevado · 
Max Weinhold · 
Tibor Weißenborn · 
Benjamin Weß · 
Timo Weß  · 
Philip Witte · 
Matthias Witthaus · 
Christopher Zeller · 
Philipp Zeller · 
Coach: Markus Weise
Oskar Deecke · 
Florian Fuchs · 
Moritz Fürste · 
Martin Häner · 
Tobias Hauke · 
Oliver Korn · 
Maximilian Müller  · 
Jan-Philipp Rabente · 
Thilo Stralkowski · 
Max Weinhold · 
Christopher Wesley · 
Benjamin Weß · 
Timo Weß · 
Matthias Witthaus · 
Christopher Zeller · 
Philipp Zeller · 
Coach: Markus Weise